# Plectranthus masukensis
Plectranthus masukensis là một loài thực vật có hoa trong họ Hoa môi. Loài này được Baker mô tả khoa học đầu tiên năm 1900.